# Seo Eun-kwang
Seo Eun-kwang (hangul: 서은광; hanja: 徐恩光; rr: Seo Eun-gwang; MR: Sŏ Ŭn'gwang; nascido em 22 de novembro de 1990), mais frequentemente creditado na carreira musical apenas como Eunkwang (hangul: 은광), é um cantor sul-coreano. Ficou mais conhecido por ser integrante do grupo masculino BTOB, formado pela gravadora Cube Entertainment em 2012.

## Biografia
Eunkwang nasceu no dia 22 de novembro de 1990 em Seul, Coreia do Sul. Em 2010 se graduou na Universidade de Dongshin com especialização em música prática. Ele possui um irmão mais novo chamado Seo Eun-chong.

## Carreira

### BTOB
Eunkwang estreou como integrante do grupo  BTOB em 22 de março de 2012 com o lançamento do single Insane. Ele contribuiu como compositor para a composição do single Melody, faixa do quarto extended play de BTOB, Beep Beep.

### Carreira individual
Em 12 de julho de 2012, Eunkwang lançou um single digital colaborativo com a cantora Yoo Sung-eun, intitulado Love Virus. Um videoclipe foi postado no canal oficial da gravadora no YouTube, e foi estrelado pela companheira de gravadora Jihyun com o cantor Roh Ji-hoon. Em 11 de julho de 2013, Eunkwang estreou no musical Monte Cristo, onde ele interpretou o personagem Albert. Ele recebeu críticas positivas da mídia por sua atuação. Mais tarde, ele se juntou ao elenco do musical Bachelors Vegetable Store onde interpretou Chul Jin-yeok. Em 2014, ele se tornou membro fixo no elenco do programa de variedades da TVN, Saturday Night Live Korea. Mais tarde, ele lançou um single intitulado Back In The Day como parte do projeto Cube Voice Project Part 2. Em 2015, Eunkwang lançou uma OST para o drama Mask, intitulado I Miss You. Ele se juntou ao elenco do programa de variedades da MBC, We Got Married.

## Discografia

### Singles
| Título                                                                                   | Ano                    | Melhor posição nas paradas | Vendas (DL)            | Álbum                           |
| Título                                                                                   | Ano                    | KOR                        | Vendas (DL)            | Álbum                           |
| Como artista principal                                                                   | Como artista principal | Como artista principal     | Como artista principal | Como artista principal          |
| ---------------------------------------------------------------------------------------- | ---------------------- | -------------------------- | ---------------------- | ------------------------------- |
| "Back in the Days"                                                                       | 2014                   | —                          | - KOR: 18,557          | Cube Voice Project Part 2       |
| "One Day"                                                                                | 2017                   | 57                         | - KOR: 36,646          | Piece of BTOB Volume 7          |
| Colaborações                                                                             |                        |                            |                        |                                 |
| "Love Virus" (com Yoo Sung-eun)                                                          | 2012                   | 74                         | - KOR: 87,146          | —                               |
| "Fingertips Love" (com Changsub e outros artistas)                                       | 2016                   | —                          | —                      | —                               |
| Aparições em OSTs                                                                        |                        |                            |                        |                                 |
| "I Miss You" (com Miyou)                                                                 | 2015                   | —                          | —                      | Mask OST                        |
| "Goodbye Sadness" (with Changsub, Ilhoon)                                                | 2015                   | —                          | —                      | Sweet, Savage Family OST        |
| "For You" (com Minhyuk, Changsub, Ilhoon)                                                | 2016                   | —                          | —                      | Cinderella And Four Knights OST |
| "Ambiguous" (com Hyunsik, Sungjae)                                                       | 2017                   | 37                         | - KOR: 81,845+         | Fight for My Way OST            |
| "—" indica lançamentos que não figuraram nas paradas ou não foram lançados nessa região. |                        |                            |                        |                                 |

## Filmografia

### Programas de variedades
| Ano  | Título                                       | Emissora | Notas                                                                         |
| ---- | -------------------------------------------- | -------- | ----------------------------------------------------------------------------- |
| 2012 | I Live in Cheongdam-dong                     | JTBC     | Antes de sua estreia oficial como membro do BTOB                              |
| 2014 | SNL Korea 5                                  | tvN      | Membro do elenco nos episódios 1-10                                           |
| 2015 | We Got Married                               | MBC      | Painel de estúdio                                                             |
| 2015 | National Singing Competition                 | KBS      | Concorrente                                                                   |
| 2016 | Idol and Family National Singing Competition | KBS      | Concorrente                                                                   |
| 2016 | Same Bed Different Dreams                    | SBS      |                                                                               |
| 2016 | King of Mask Singer                          | MBC      | Concorrente como "Tonight I'm Afraid of Darkness, Seokbong", episódio 75 e 76 |
| 2016 | Duet Song Festival                           | MBC      | Concorrente, emparelhado com Kim Yeon-mi, episódios 23–24                     |
| 2016 | Battle Trip                                  | KBS      | Concorrente com Yook Sung-jae, Im Hyun-sik no episódio 16                     |
| 2016 | Lipstick Prince                              | OnStyle  | Apresentador                                                                  |
| 2017 | Lipstick Prince                              | OnStyle  | Membro do elenco                                                              |
| 2017 | Battle Trip                                  | KBS      | Concorrente com Lee Min-hyuk, Lee Chang-sub, episódio 62                      |
| 2017 | Immortal Songs                               | KBS      | Concorrente com sua mãe, no episódio 324                                      |
| 2017 | Master Key                                   | SBS      | Concorrentes nos episódios 5, 7 e 11                                          |
| 2017 | Immortal Songs                               | KBS      | Concorrente, como melhor do melhor no episódio 335                            |